# Rønland
Rønland er lavtliggende halvø der strækker sig ud i Nissum Bredning fra Harboøre Tange. I 1953 blev den kemiske virksomhed Cheminova etaberet på halvøen. En væsentlig årsag til denne placering var den underliggende saltdiapir der skulle levere klor til produktionen af pesticider. Dette måtte imidlertid opgives.
På Rønland ligger Rønland Station, der er en station på Lemvigbanen.
Lige nord for halvøen strækker Rønland Vindmølleparks (en) 8 møller sig ud fra kysten på en 2,2 km lang mole.